# Kurtwood Smith
Kurtwood Larson Smith (New Lisbon, Wisconsin, 1943. július 3. –) amerikai színész.
Leginkább akciófilmekből és sci-fikből ismert: Robotzsaru, Rambo III. és Deep Impact. Televíziós szereplései közé tartozik az Azok a 70-es évek show és a 24 hetedik évadja.

## Fiatalkora és családja
Édesanyja Mabel Anette Lund (született Larson), édesapja George Smith. Anyja nagy rajongója volt egy ’40-es évekbeli country-énekesnek, akinek Kurt (vagy Curt) volt a keresztneve, fia innen kapta a keresztnevét. Mivel a család túl „rövidnek” találta a Kurt Smith nevet, ezért a „wood” (jelentése: fa) szócskával toldották meg azt. Egyszer egy televíziós műsorban nyilatkozta, hogy valószínűleg ő az egyetlen, akit Kurtwoodnak hívnak.
A kaliforniai San Fernando völgyben nőtt fel, 1961-ben a Canoga Park Gimnáziumban diplomát szerzett. Ezután a San José-i, majd a Stanford Egyetemre járt, előbbiben 1965-ben, a Stanfordon pedig 1969-ben végzett a képzőművészeti tagozaton.

## Pályafutása
Eleinte színpadi szerepei voltak, az 1980-as évek elején pedig több TV-műsorban is szerepelt. 1981-ben a filmvásznon is bemutatkozott, viszont csak 1987-ben kapta meg első fontosabb szerepét: A Robotzsaru című sci-fiben Clarence Boddickert alakította, ez a mai napig Smith legismertebb filmje. Rá egy évre a Rambo III.-ban kapott szerepet. 1991-ben a Star Trek VI. és a Fortress – 33 emelet mélyen a pokolban révén két újabb sci-fi filmben játszott, utóbbiban a főgonoszt alakította.
Az 1995-ös Száguldó erőd című akciófilmben mellékszerepet kapott, ezt követően viszont már nemigen szerepelt ismert filmekben, inkább televíziós sorozataival maradt továbbra is népszerű. Az Azok a 70-es évek showban 1998-tól 2006-ig szerepelt, mint Red Forman. Hosszabb ideig viszont ezt leszámítva semelyik sorozatban, vagy műsorban nem tűnt fel, 2015 óta a Patriot című sorozatban szerepel.

## Magánélete
1964-ben vette feleségül Cecilia Souzát, akitől tíz évvel később vált el. 1988 óta Joan Pirkle férje, akitől egy lánya, Laurel Garner, és egy fia, Shannon Smith született.
Kurtwood Glendale-ben, Kaliforniában él családjával.

## Filmográfia

### Film
| Év   | Magyar cím                             | Eredeti cím                            | Szerep                              | Magyar hang       |
| ---- | -------------------------------------- | -------------------------------------- | ----------------------------------- | ----------------- |
| 1980 | A menedzser                            | Roadie                                 | biztonsági őr                       |                   |
| 1981 |                                        | Zoot Suit                              | Smith őrmester                      |                   |
| 1983 | Életben maradni                        | Staying Alive                          | koreográfus                         |                   |
| 1983 | Esze semmi, fogd meg jól!              | Going Berserk                          | Clarence                            |                   |
| 1984 | Gyulladáspont                          | Flashpoint                             | Carson                              | Mihályi Győző     |
| 1987 | Robotzsaru                             | RoboCop                                | Clarence Boddicker                  | Dózsa László      |
| 1987 | Robotzsaru                             | RoboCop                                | Clarence Boddicker                  | Haás Vander Péter |
| 1987 | Robotzsaru                             | RoboCop                                | Clarence Boddicker                  | Barbinek Péter    |
| 1987 | Robotzsaru                             | RoboCop                                | Clarence Boddicker                  | Tarján Péter      |
| 1987 |                                        | The Delos Adventure                    | Arthur McNeil                       |                   |
| 1988 | Rambo III.                             | Rambo III                              | Robert Griggs                       | Versényi László   |
| 1988 |                                        | Two Idiots in Hollywood                | kerületi ügyész                     |                   |
| 1989 | Az igazság bajnoka                     | True Believer                          | Robert Reynard                      | Rosta Sándor      |
| 1989 | Holt költők társasága                  | Dead Poets Society                     | Mr. Perry                           | Rajhona Ádám      |
| 1989 | Ébredő szívek                          | Heart of Dixie                         | Flournoy professzor                 | Barbinek Péter    |
| 1990 | Viszem a bankot                        | Quick Change                           | Russ Crane / Vince Lombino          | Barbinek Péter    |
| 1991 | Oscar                                  | Oscar                                  | Toomey hadnagy                      | Maróti Gábor      |
| 1991 | A cég érdekében                        | Company Business                       | Elliot Jaffe                        | Pathó István      |
| 1991 | A cég érdekében                        | Company Business                       | Elliot Jaffe                        | Háda János        |
| 1991 | Star Trek VI: A nem ismert tartomány   | Star Trek VI: The Undiscovered Country | A Föderáció elnöke                  | Juhász Jácint     |
| 1991 | Árnyékok és köd                        | Shadows and Fog                        | Vogel követője                      | Csurka László     |
| 1992 | Fortress – 33 emelet mélyen a pokolban | Fortress                               | Poe börtönigazgató                  | Sinkó László      |
| 1993 | Dobozba zárt szerelem                  | Boxing Helena                          | Dr. Alan Harrison                   | Juhász Jácint     |
| 1993 | Szerencsétlen baleset                  | The Crush                              | Cliff Forrester                     | Barbinek Péter    |
| 1993 | Lelkük rajta                           | Heart and Souls                        | Patterson (stáblistán nem szerepel) | Rudas István      |
| 1994 | A betolakodó                           | Dead on Sight                          | Julian Thompson                     | Varga T. József   |
| 1995 | Majd' megdöglik érte                   | To Die For                             | Earl Stone                          | Papp János        |
| 1995 | Száguldó erőd                          | Under Siege 2: Dark Territory          | Stanley Cooper tábornok             | Horkai János      |
| 1995 |                                        | Last of the Dogmen                     | Deegan seriff                       |                   |
| 1996 | Ez az életem                           | Citizen Ruth                           | Norm Stoney                         | Varga T. József   |
| 1996 | Rés a pajzson                          | Broken Arrow                           | Mason Baird védelmi miniszter       | Melis Gábor       |
| 1996 | Ha ölni kell                           | A Time to Kill                         | Stump Sisson                        | Melis Gábor       |
| 1997 | Harc a másodpercekért                  | Prefontaine                            | Curtis Cunningham                   |                   |
| 1998 | Utolsó menedék                         | Shelter                                | Tom Cantrell                        | Forgács Gábor     |
| 1998 | Deep Impact                            | Deep Impact                            | Otis Hefter                         | Kardos Gábor      |
| 1999 | Észvesztő                              | Girl, Interrupted                      | Dr. Crumble                         | Konrád Antal      |
| 2002 |                                        | Teddy Bears' Picnic                    | William Easter                      |                   |
| 2005 | Dee Dee Rutherford                     | The Trouble with Dee Dee               | William Rutherford                  | Kertész Péter     |
| 2007 | Állásvadászat                          | Entry Level                            | Nick                                | Bezerédi Zoltán   |
| 2009 | Zöld Lámpás – A kezdet                 | Green Lantern: First Flight            | Kanjar Ro (hangja)                  | Csankó Zoltán     |
| 2011 | Céges buli                             | Cedar Rapids                           | Orin Helgesson                      | Forgács Gábor     |
| 2012 | Hitchcock                              | Hitchcock                              | Geoffrey Shurlock                   | Németh Gábor      |
| 2013 | Turbo                                  | Turbo                                  | CEO (hangja)                        |                   |
| 2015 | Parkműsor: A film                      | Regular Show: The Movie                | Gene (hangja)                       |                   |
| 2017 | Amityville: Az ébredés                 | Amityville: The Awakening              | Dr. Milton                          | Barbinek Péter    |
| 2017 |                                        | El Camino Christmas                    | Bob Fuller seriff                   |                   |
| 2022 | Tűzgyújtó                              | Firestarter                            | Dr. Joseph Wanless                  | Fodor Tamás       |

### Televízió
| Év        | Magyar cím                           | Eredeti cím                            | Szerep                        | Megjegyzések                                      |
| --------- | ------------------------------------ | -------------------------------------- | ----------------------------- | ------------------------------------------------- |
| 1980      |                                      | Soap                                   | férfi                         | 1 epizód                                          |
| 1980      |                                      | Me and Maxx                            | Dwayne                        | 1 epizód                                          |
| 1980–1981 |                                      | Lou Grant                              | DeGaetano / DeRopp            | 3 epizód                                          |
| 1983      |                                      | The Renegades                          | Scanlon kapitány              | 6 epizód                                          |
| 1984      | A szupercsapat                       | The A-Team                             | Mr. Carson                    | 1 epizód                                          |
| 1984      |                                      | Blue Thunder                           | Bill Spradley                 | 1 epizód                                          |
| 1984      |                                      | Riptide                                | Merle Wilson                  | 1 epizód                                          |
| 1985      |                                      | Stir Crazy                             | Bo Carter                     | 1 epizód                                          |
| 1985      | Amikor éjfélt üt az óra              | The Midnight Hour                      | Warren Jensen                 | tévéfilm                                          |
| 1985      |                                      | The Best Times                         | Sam Ballard                   | 1 epizód                                          |
| 1985      |                                      | It's a Living                          | ügynök                        | 1 epizód                                          |
| 1985      |                                      | Deadly Messages                        | Burton                        | tévéfilm                                          |
| 1986      |                                      | Stingray                               | Edward Fiddler                | 1 epizód                                          |
| 1986      | Észak és Dél                         | North and South                        | Hiram Berdan                  | minisorozat                                       |
| 1986      |                                      | Newhart                                | Chet                          | 1 epizód                                          |
| 1986      |                                      | The Christmas Gift                     | Jake Richards                 | tévéfilm                                          |
| 1987      |                                      | 21 Jump Street                         | Spencer Phillips              | 2 epizód                                          |
| 1987      |                                      | The New Adventures of Beans Baxter     | Mr. Sue                       | 5 epizód                                          |
| 1988      |                                      | It's Garry Shandling's Show            | Paul Bosgang                  | 1 epizód                                          |
| 1989      |                                      | The Nightmare Years                    | Joseph Goebbels               | minisorozat                                       |
| 1990      |                                      | 12:01 PM                               | Myron Castleman               | 1 epizód                                          |
| 1993      | Kisvárosi rejtélyek                  | Picket Fences                          | Barry Jenkins                 | 1 epizód                                          |
| 1993      |                                      | Big Wave Dave's                        | Jack Lord                     | 6 epizód                                          |
| 1993–1996 | Nyekk, a macska                      | Eek! The Cat                           | Galapagos tábornok (hangja)   | 11 epizód                                         |
| 1993–1997 |                                      | The Terrible Thunderlizards            | Galapagos tábornok (hangja)   | főszereplő                                        |
| 1994      |                                      | While Justice Sleeps                   | Leonard Rosenglass            | tévéfilm                                          |
| 1996      | X-akták                              | The X-Files                            | Bill Patterson                | 1 epizód                                          |
| 1996      | Star Trek: Deep Space Nine           | Star Trek: Deep Space Nine             | Thrax                         | 1 epizód                                          |
| 1997      | Sötét zsaruk                         | Men in Black: The Series               | H ügynök / Forbis (hangja)    | 2 epizód                                          |
| 1997      | Star Trek: Voyager                   | Star Trek: Voyager                     | Annorax                       | 1 epizód                                          |
| 1998      | A hét mesterlövész                   | The Magnificent Seven                  | Emmett Anderson               | - 1 epizód - magyar hangja: - Rajhona Ádám        |
| 1998      | Hazug háború                         | A Bright Shining Lie                   | Westmoreland tábornok         | - tévéfilm - magyar hangja: - Pálfai Péter        |
| 1998      | Ügyefogyott ügyelő                   | Safety Patrol                          | Tromp herceg                  | - tévéfilm - magyar hangja: - Balázsi Gyula       |
| 1998–2006 | Azok a 70-es évek show               | That '70s Show                         | Red Forman                    | - főszereplő - magyar hangja: - Csankó Zoltán     |
| 1999      | Űrbalekok                            | 3rd Rock from the Sun                  | Jacob Solomon                 | 1 epizód                                          |
| 1999      |                                      | Todd McFarlane's Spawn                 | Robert Sullivan (hangja)      | 1 epizód                                          |
| 2001      | Batman of the Future                 | Batman Beyond                          | James Bennet (hangja)         | - 1 epizód - magyar hangja: - Imre István         |
| 2001      |                                      | UC: Undercover                         | William Murphy                | 1 epizód                                          |
| 2001      | Az igazság ligája                    | Justice League                         | Ügyész (hangja)               | 1 epizód                                          |
| 2001–2002 |                                      | The Zeta Project                       | James Bennet (hangja)         | 14 epizód                                         |
| 2002      |                                      | Fillmore!                              | Mr. Galser (hangja)           | 1 epizód                                          |
| 2004      | Már megint Malcolm                   | Malcolm in the Middle                  | Block                         | 1 epizód                                          |
| 2004–2006 | Billy és Mandy kalandjai a kaszással | The Grim Adventures of Billy & Mandy   | kasszás apja (hangja)         | 2 epizód                                          |
| 2005      | Robotcsirke                          | Robot Chicken                          | különböző karakter (hangja)   | 2 epizód                                          |
| 2005      | Szuper robotmajom csapat akcióban!   | Super Robot Monkey Team Hyperforce Go! | Ciracus (hangja)              | 1 epizód                                          |
| 2006      | Manny mester                         | Handy Manny                            | Mr. Noodlander (hangja)       | 1 epizód                                          |
| 2006–2007 | Mókus fiú                            | Squirrel Boy                           | Robert "Bob" Johnson (hangja) | főszereplő                                        |
| 2006–2009 | A médium                             | Medium                                 | Edward Cooper                 | - 3 epizód - magyar hangja: - Szersén Gyula       |
| 2007      | Psych – Dilis detektívek             | Psych                                  | Conners                       | 1 epizód                                          |
| 2007      | Doktor House                         | House MD                               | Dr. Obyedkov                  | 1 epizód                                          |
| 2007      |                                      | Shorty McShorts' Shorts                | Fabian (hangja)               | 1 epizód                                          |
| 2008–2009 |                                      | Worst Week                             | Dick Clayton                  | 16 epizód                                         |
| 2009      | 24                                   | 24                                     | Blaine Mayer                  | 7 epizód                                          |
| 2009      |                                      | Titan Maximum                          | Mercury General (hangja)      | 2 epizód                                          |
| 2010      |                                      | Neighbors from Hell                    | Don Killbride (hangja)        | főszereplő                                        |
| 2010      |                                      | Childrens Hospital                     | Ben Hayflick                  | 2 epizód                                          |
| 2011      |                                      | Love Bites                             | Ed Strathmore                 | 1 epizód                                          |
| 2011      |                                      | CHAOS                                  | H.J. Higgins                  | 13 epizód                                         |
| 2011      | Zöld Lámpás                          | Green Lantern: The Animated Series     | Shyir Rev (hangja)            | 1 epizód                                          |
| 2012–2017 | Parkműsor                            | Regular Show                           | Gene (hangja)                 | - mellékszereplő - magyar hangja: - Szokol Péter  |
| 2012      | Dan a világ ellen                    | Dan Vs.                                | Mike (hangja)                 | 1 epizód                                          |
| 2012      | Wedding Band                         | Wedding Band                           | Hank Henderson                | - 1 epizód - magyar hangja: - Barbinek Péter      |
| 2012      | Robot és Mumus                       | Robot and Monster                      | Mr. Wheelie (hangja)          | 4 epizód                                          |
| 2013      | A hidegsebész                        | Body of Proof                          | Earl Brown                    | 1 epizód                                          |
| 2013–2014 |                                      | Beware the Batman                      | James Gordon (hangja)         | 15 epizód                                         |
| 2014–2015 |                                      | Resurrection                           | Henry Langston                | főszereplő                                        |
| 2015      |                                      | Maron                                  | Henry Langston                | 1 epizód                                          |
| 2015      | Rick és Morty                        | Rick and Morty                         | Nathan (hangja)               | 1 epizód                                          |
| 2015      |                                      | Tim & Eric's Bedtime Stories           | Krang atya                    | 1 epizód                                          |
| 2015–2016 | Carter ügynök                        | Agent Carter                           | Vernon Masters                | - mellékszereplő - magyar hangja: - Szersén Gyula |
| 2015–2018 | Hazafi                               | Patriot                                | Leslie Claret                 | 10 epizód                                         |
| 2016      |                                      | TripTank                               | edző (hangja)                 | 1 epizód                                          |
| 2016–2017 | Kergefarm                            | Pig Goat Banana Cricket                | Raisin (hangja)               | mellékszereplő                                    |
| 2017–2020 |                                      | The Ranch                              | Peterson                      | mellékszereplő                                    |
| 2018      | Csé, mint család                     | F Is for Family                        | Stan Chilson (hangja)         | 1 epizód                                          |
| 2018      | Future Man                           | Future Man                             | Vise                          | 1 epizód                                          |
| 2019      |                                      | Perpetual Grace, LTD                   | Dave                          | mellékszereplő                                    |
| 2019      | Briliáns elmék                       | Suits                                  | Ted Tucker                    | 1 epizód                                          |
| 2019      | Kisvárosra hangolva                  | Perfect Harmony                        | Tinsley                       | - 1 epizód - magyar hangja: - Katona Zoltán       |
| 2020      |                                      | Star Trek: Lower Decks                 | Klaar (hangja)                | 1 epizód                                          |
| 2021      | Jupiter hagyatéka                    | Jupiter's Legacy                       | Miller                        | 1 epizód                                          |
| 2021      |                                      | Ultra City Smiths                      | Carpenter K. Smith (hangja)   | mellékszereplő                                    |
| 2022      | A kibukott                           | The Dropout                            | David Boies                   | mellékszereplő                                    |
| 2023–2024 | Azok a 90-es évek show               | That '90s Show                         | Red Forman                    | - főszereplő - magyar hangja: - Forgács Gábor     |
| 2024      | Szörnyszakik                         | Monsters at Work                       | Alistair Clawbottom (hangja)  | 3 epizód                                          |

## Fordítás
- Ez a szócikk részben vagy egészben  a   Kurtwood Smith című angol Wikipédia-szócikk fordításán alapul.  Az eredeti cikk szerkesztőit annak laptörténete sorolja fel. Ez a jelzés csupán a megfogalmazás eredetét és a szerzői jogokat jelzi, nem szolgál a cikkben szereplő információk forrásmegjelöléseként.